# 李新洲
李新洲（1946年—），男，江苏江阴人，中国理论物理学家、天体物理学家，曾任复旦大学教授、华东理工大学教授，现任上海师范大学教授、博士生导师。